# Homeless World Cup 2018
La Copa Mundial de Personas sin Hogar 2018 fue la 16.ª edición de la Copa Mundial de Personas sin Hogar que se llevó a cabo en el Zócalo de la Ciudad de México, del 13 al 18 de noviembre.
Alrededor de 450 jugadores de 42 países que participaron en el evento.  Esta fue la segunda vez que México fue sede del torneo después de la edición de 2012.
De acuerdo a fuentes oficiales; El evento tuvo una duración de 6 días, empezando desde el 12 al 18 de noviembre del 2018, todos los partidos se realizaron en el zócalo de la Ciudad de México como sede, por lo que la invitación a estos torneos estuvo abierta al público en general. 

## Reglas del torneo
El reglamento de este torneo establece la cantidad de puntos para las naciones participantes al momento de que estos se enfrenten en un partido, sin importar si es categoría femenil o varonil.
El equipo vencedor obtiene 3 puntos. El equipo perdedor recibe cero puntos; Sin embargo, si un partido termina en empate, el reglamento establece que este se decida mediante una tanda de penaltis, por lo que el equipo ganador de este enfrentamiento mediante tanda, obtendría 2 puntos y 1 punto le correspondería al equipo perdedor. 
Los partidos tienen duración de 14 minutos, divididos en dos mitades de siete minutos. Las instalaciones asignadas para el evento es un campo improvisado en la explanada de la Ciudad de México, por lo que las medidas establecidas son de 22 m de largo y 16 m de ancho.

## Naciones participantes
La organización de la Copa Mundial de los Sin Techo funciona a través de 70 socios nacionales de todo el mundo y apoya programas de fútbol y desarrollo social.

### Fútbol Masculino
- Alemania
- Austria
- Bosnia-Herzegovina
- Brasil
- Bulgaria
- Burundi
- Chile
- Colombia
- Corea del Sur
- Costa Rica
- Croacia
- Dinamarca
- Egipto
- Escocia
- Eslovenia
- Estados Unidos
- Finlandia
- Francia
- Gales
- Grecia
- Guatemala
- Hong Kong
- Hungría
- India
- Indonesia
- Inglaterra
- Irlanda
- Irlanda del Norte
- Italia
- Kenia
- Kirguistán
- Lituania
- México
- Namibia
- Noruega
- Pakistán
- Paraguay
- Perú
- Polonia
- Portugal
- Rusia
- Sudáfrica
- Suecia
- Suiza
- Ucrania
- Venezuela
- Zimbabue

#### Fase clasificatoria
| Clave de colores en las tablas de grupos | Clave de colores en las tablas de grupos  |
| ---------------------------------------- | ----------------------------------------- |
|                                          | Equipos que avanzaron a la siguiente fase |

#### Grupo A
| Equipo     | Pts | PJ | PG | PGP | PPP | PP |
| ---------- | --- | -- | -- | --- | --- | -- |
| Mexico     | 15  | 5  | 0  | 0   | 0   | 0  |
| Austria    | 12  | 5  | 4  | 0   | 0   | 1  |
| Italia     | 9   | 5  | 3  | 0   | 0   | 2  |
| Hong Kong  | 6   | 5  | 2  | 0   | 0   | 3  |
| Kirguistán | 3   | 5  | 1  | 0   | 0   | 4  |

#### Grupo B
| Equipo         | Pts | PJ | PG | PGP | PPP | PP |
| -------------- | --- | -- | -- | --- | --- | -- |
| Portugal       | 13  | 5  | 4  | 0   | 0   | 0  |
| Costa Rica     | 7   | 5  | 2  | 0   | 1   | 2  |
| Lituania       | 6   | 5  | 2  | 0   | 0   | 3  |
| Estados Unidos | 3   | 5  | 1  | 0   | 0   | 4  |
| Colombia       | 2   | 5  | 1  | 0   | 0   | 4  |

#### Grupo C
| Equipo            | Pts | PJ | PG | PGP | PPP | PP |
| ----------------- | --- | -- | -- | --- | --- | -- |
| Brasil            | 0   | 0  | 0  | 0   | 0   | 0  |
| Irlanda del Norte | 0   | 0  | 0  | 0   | 0   | 0  |
| India             | 0   | 0  | 0  | 0   | 0   | 0  |
| Finlandia         | 0   | 0  | 0  | 0   | 0   | 0  |
| Eslovenia         | 0   | 0  | 0  | 0   | 0   | 0  |

#### Grupo D
| Equipo  | Pts | PJ | PG | PGP | PPP | Tarjetas |
| ------- | --- | -- | -- | --- | --- | -------- |
| Rusia   | 0   | 0  | 0  | 0   | 0   | 0        |
| Escocia | 0   | 0  | 0  | 0   | 0   | 0        |
| Hungría | 0   | 0  | 0  | 0   | 0   | 0        |
| Suiza   | 0   | 0  | 0  | 0   | 0   | 0        |
| Suecia  | 0   | 0  | 0  | 0   | 0   | 0        |

#### Grupo E
| Equipo               | Pts | PJ | PG | PGP | PPP | Tarjetas |
| -------------------- | --- | -- | -- | --- | --- | -------- |
| Bosnia y Herzegovina | 0   | 0  | 0  | 0   | 0   | 0        |
| Sudáfrica            | 0   | 0  | 0  | 0   | 0   | 0        |
| Inglaterra           | 0   | 0  | 0  | 0   | 0   | 0        |
| Perú                 | 0   | 0  | 0  | 0   | 0   | 0        |
| Guatemala            | 0   | 0  | 0  | 0   | 0   | 0        |

#### Grupo F
| Equipo    | Pts | PJ | PG | PGP | PPP | Tarjetas |
| --------- | --- | -- | -- | --- | --- | -------- |
| Indonesia | 0   | 0  | 0  | 0   | 0   | 0        |
| Dinamarca | 0   | 0  | 0  | 0   | 0   | 0        |
| Polonia   | 0   | 0  | 0  | 0   | 0   | 0        |
| Francia   | 0   | 0  | 0  | 0   | 0   | 0        |
| Croacia   | 0   | 0  | 0  | 0   | 0   | 0        |

#### Grupo G
| Equipo   | Pts | PJ | PG | PGP | PPP | Tarjetas |
| -------- | --- | -- | -- | --- | --- | -------- |
| Irlanda  | 0   | 0  | 0  | 0   | 0   | 0        |
| Rumanía  | 0   | 0  | 0  | 0   | 0   | 0        |
| Zimbabue | 0   | 0  | 0  | 0   | 0   | 0        |
| Gales    | 0   | 0  | 0  | 0   | 0   | 0        |
| Grecia   | 0   | 0  | 0  | 0   | 0   | 0        |

#### Grupo H
| Equipo        | Pts | PJ | PG | PGP | PPP | Tarjetas |
| ------------- | --- | -- | -- | --- | --- | -------- |
| Chile         | 0   | 0  | 0  | 0   | 0   | 0        |
| Bulgaria      | 0   | 0  | 0  | 0   | 0   | 0        |
| Noruega       | 0   | 0  | 0  | 0   | 0   | 0        |
| Alemania      | 0   | 0  | 0  | 0   | 0   | 0        |
| Corea del Sur | 0   | 0  | 0  | 0   | 0   | 0        |

### Fútbol Femenino
De los equipos anteriores participantes, 16 naciones tienen representación femenil en el torneo. 
- Brasil
- Chile
- Colombia
- Costa Rica
- Egipto
- Escocia
- Estados Unidos
- Inglaterra
- Grecia
- India
- Irlanda del Norte
- México
- Noruega
- Paraguay
- Perú
- Gales

#### Campeón
| Bandera de México |
| Campeón México    |
| Tercer título     |